# Navigazione sul Lago di Como
La navigazione sul Lago di Como, attualmente gestita da Gestione governativa navigazione laghi, ha avuto inizio nel 1826, quando la "Società Privilegiata per l'impresa de battelli a vapore nel regno Lombardo-Veneto" ha messo in servizio il piroscafo Lario, primo natante a vapore a solcare le acque del Lago di Como.

## Storia

### Gestione privata

#### Dal 1826 al 1846: la Società privilegiata
Nel 1824 viene fondata a Milano la "Società Privilegiata per l'impresa de battelli a vapore nel regno Lombardo-Veneto", che nel 1825 prende possesso della navigazione sui laghi italiani.
Dopo il varo del piroscafo Verbano sul Lago Maggiore, il 29 luglio 1826 viene varato il Lario, il primo piroscafo del Lago di Como. Dopo alcuni viaggi viene inaugurato ufficialmente il 16 agosto successivo. Il 9 settembre dello stesso anno viene varato a Villa Olmo il piroscafo Plinio, che entra in servizio il 1º novembre inaugurando la rotta Lecco-Domaso. Nel 1827 vengono definiti i primi orari estivi. Il Lario espleta tutti i giorni la corsa Como-Domaso e il Plinio la tratta Lecco-Domaso. In inverno viene utilizzato un solo piroscafo che si alterna tra i due rami.
Nel 1830 l'esercizio di navigazione sul Lario viene dato in affidamento a Giuseppe Camozzi, che fa costruire un nuovo piroscafo: il piroscafo Falco.
Nel 1835 viene trasferito dal Po al lago il piroscafo Otello, che viene ribattezzato Arciduchessa Elisabetta, entrando in servizio il 5 luglio. Purtroppo i risultati sono poco soddisfacenti a causa della poca stabilità, dato che lo scafo non era adatto al lago.
Nel 1840 viene fondata una seconda società di navigazione, la Società Lariana, che vara il Lariano. La Società Privilegiata entra in concorrenza con la Lariana e disdice il contratto coi Camozzi, riprendendo possesso dei piroscafi Lario, Plinio e Falco. Inoltre fa costruire un nuovo piroscafo per competere con la Lariana: il Veloce. La concorrenza è sempre più accesa e le due società continuano ad abbassare prezzi e aumentare corse; infine, la Lariana ha la meglio, e il 21 luglio 1846 prende possesso del Falco e del Veloce.

#### Dal 1846 al 1884: la Società Lariana e le Società Riunite
Nel 1846 la Lariana prende ufficialmente il posto della Società Privilegiata rilevando i suoi piroscafi. Il servizio continua fino allo scoppio della Prima guerra di indipendenza, quando il Lariano e il Veloce vengono requisiti dagli austriaci. Nel 1851 arriva dal Lago di Lugano il piroscafo Ticino, che viene rinominato Adda.

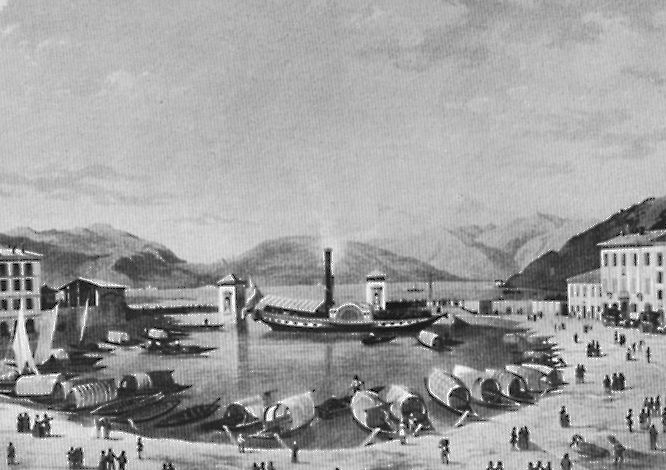
Piroscafo Lariano nel vecchio porto di Como

Col tempo, la navigazione sul lago di Como si fa sempre più importante anche dal punto di vista turistico. Per erogare un servizio più efficiente, vengono varati i piroscafi Unione (1857) e Forza (1859).
Il 1º ottobre 1859, al termine della Seconda guerra di indipendenza, tutti i piroscafi tornano in pieno possesso della Lariana. La società vara nello stesso anno il piroscafo Vittoria e dismette il Falco e il Veloce. Nel 1865 viene varato il piroscafo Italia, prodotto dalla Escher&Wyss di Zurigo, per coprire la tratta Como-Colico nel più breve tempo possibile. Sempre nel 1865 vengono demoliti Falco, Veloce e Lariano.
La Lariana dal 1865 al 1872 conosce un grande afflusso di turisti, che permette il varo di due nuovi grandi piroscafi da 700 passeggeri, il Lariano II e il Volta. Nel 1872 viene fondata una nuova impresa, la Società Italiana per la Navigazione a Vapore sui Laghi. La nuova società mette subito in servizio due piroscafi con una capienza di 1000 passeggeri e l'anno seguente altri due grandi battelli da 700 passeggeri. Inizia una nuova fase di concorrenza, che porta le due società a fondersi nelle Società Riunite nel 1874. Dopo i primi anni di unione, si affiancano nuovamente due ditte rivali: la Martino Novi & C. e la A. Giussani. Nel 1878 la Giussani vara tre piroscafi di taglia piccola: il Menaggio, l'Umberto I e il Bellano. La ditta Martino Novi & C, invece, varò due battelli, anch'essi di dimensioni ridotte: il Val d'Intelvi e il Bellagio. Tuttavia, in breve tempo le due società vengono assorbite dalle Società Riunite, completando la fusione delle quattro aziende e dando vita così alla Lariana.

#### Dal 1885 al 1959: la Società Lariana

##### La nuova flotta
Dopo la fusione delle quattro ditte che operavano sul Lago di Como, le Società Riunite decidono di riprendere il nome di Lariana. Fin dall'inizio, grazie anche al turismo, la Lariana prosegue un periodo di benessere economico.Intorno al 1890 inizia il rinnovo della flotta. Il primo nuovo piroscafo viene varato nel 1892, col nome di Plinio II, con una capienza di 550 passeggeri. Nel 1893 vengono rinnovati il Volta e l'Italia (cambio di motore) e l'Elvezia (rifacimento degli interni). Nel 1895 viene demolito il Forza e vengono varati il Brunate (da 75 passeggeri) e l'Adda (per un totale di 180 passeggeri).
Verso fine Ottocento, l'interesse della Lariana si sposta sul traffico di merci. In un primo momento vengono adibiti al servizio l'Italia e dei piccoli rimorchiatori. Dopo pochi anni, tuttavia, l'Italia abbandona il servizio mercantile e viene sostituito dal Plinio, totalmente rinnovato anche nella propulsione, che passa da pale a elica. La vecchia macchina del Plinio, ancora adatta al servizio, viene montata sul nuovo piroscafo Plinio III, varato nel 1903.

##### LaBelle Époque
Tra il 1903 e il 1915, nel periodo della Belle Époque, avviene un nuovo rinnovamento della flotta. Nel 1904 viene varato il piroscafo mezzo salone Milano. Tre anni dopo è la volta del Bisbino e, l'anno successivo, del Baradello, tutti molto simili tra loro. Attorno al 1911 viene varato il piroscafo San Fermo.

Per il servizio mercantile, vengono varati i piroscafi/rimorchiatori Cigno e Zara nel 1911. 
Ultimo arrivo di questo periodo è il Tremezzo, gemello del San Fermo.

##### La Prima guerra mondiale e la ripresa
Durante la Prima guerra mondiale, la Lariana vede ridursi i piroscafi ,con diverse imbarcazioni requisite dallo Stato e restituite in condizioni precarie. Durante la guerra, la società passa da 25 a 11 piroscafi in servizio. Dopo la guerra la ripresa è complessa, complice il crollo del settore turistico; la Lariana, però, procede con un nuovo rinnovo della flotta.
Nel 1922 vengono varati 11 piccoli motoscafi: il Varenna, il Tremezzo, il Cernobbio, il Moltrasio, il Blevio, il Palanzo, il Valassina, e i motoscafi Torno, Carate, Urio e Tavernola. Nel 1922-1923 vengono rinnovati i piroscafi Menaggio, Cadenabbia e Lecco, nel 1924-1925 Como ed Elvezia. Inoltre è varato il piroscafo Trieste e l'autochiatta Mussolini, che dà via al servizio di trasporto auto da parte dei battelli Bellagio, Varenna e Cadenabbia. Nel 1926 è inaugurato il nuovo cantiere di Dervio, dove vengono varati i gemelli Savoia e 28 Ottobre.
Nel 1927 il vecchio piroscafo Plinio II, ora Commercio, e il Lombardia, vengono ristrutturati e viene inoltre varato il piroscafo Trento. Il rinnovo della flotta si conclude col rifacimento dell'Unione. Nello stesso anno, il Savoia ospita una crociera di re Vittorio Emanuele III, scortato dal Plinio III.
Dopo questo rinnovo, arriva tuttavia per la Lariana un periodo di forte crisi, per attenuare il quale l'Umberto I e il Cadenabbia vengono trasformati in motonavi e rinominati Balilla e Garibaldi. Tuttavia, anche a causa dell'aumento del traffico automobilistico, la società è costretta a demolire alcune navi, tra cui i motoscafi "serie Varenna". Nel 1939 all'autochiatta Mussolini viene affiancata la Tremezzina.

##### La Seconda guerra mondiale
L'inizio della guerra non porta perdite significative alla Lariana. Il 24 novembre 1941 il Menaggio, all'altezza di Torno, urta accidentalmente il piroscafo Brunate causandone il naufragio. Dopo il 25 luglio 1943, che segna la caduta del regime fascista, i piroscafi Savoia e 28 Ottobre  vengono rinominati rispettivamente Patria e Concordia. Dal 1944 al 1945 il Nord-Italia è soggetto a continui bombardamenti, perciò la Lariana decide di mimetizzare nella boscaglia la maggior parte della flotta. Nel 1945 il lago è soggetto a molti attacchi alle imbarcazioni. I piroscafi Patria e Bisbino vengono attaccati in centro lago, causando la morte del comandante del Bisbino" e il ferimento del timoniere, mentre il Patria ha un principio d'incendio. In totale vi sono 5 morti e 17 feriti.
Il 12 gennaio 1945 viene mitragliato a Lecco il Baradello. Il 15 gennaio vengono bombardati il Como e il Concordia, ormeggiati in diga. Dieci giorni dopo viene mitragliato ad Abbadia Lariana il Baradell, che affonda poche ore dopo. Il 31 gennaio vengono attaccati il Como, il Lombardia e il Volta. Inoltre viene attaccato a Como il motoscafo Moltrasio, che viene però mancato. A febbraio è il turno del Trieste e del Commercio. Infine vengono attaccati alla foce del Mera al Pian di Spagna il Lombardia e il Volta, già danneggiati dagli attacchi precedenti, e il Lariano, venendo ridotti in fiamme. Sul finire della guerra, tutti i servizi vengono sospesi.

##### La ripresa e la fine della Lariana
Dopo la guerra, la Lariana è stremata. La dirigenza della società riattiva il servizio con il Commercio per il trasporto merci e la Tremezzina come traghetto in centro lago. Vengono demoliti il Lombardia, il Volta, il Lariano e l'Italia. Il Baradello viene recuperato e ricostruito. Vengono inoltre cambiate le caldaie al Concordia.
La Lariana preme lo Stato per un aiuto economico per sostenere lo svecchiamento della flotta. Nel 1950 viene rinnovati il Garibaldi, mentre al Patria viene sostituita la caldaia. Il Ministero delle infrastrutture e dei trasporti offre alla società un progetto giudicato insoddisfacente. Il 21 agosto 1952 la Lariana viene commissariata.
La flotta viene requisita e la società viene sostituita dalla  Gestione governativa navigazione laghi. La Lariana tenta più volte invano il ricorso, ottenendo solo quattro piroscafi ma senza licenza di navigazione. Nel 1959 muore l'ex direttore della Lariana Felice Baragiola, che aveva difeso fino all'ultimo le prerogative della società.

### Gestione governativa: Navigazione Laghi d'Italia

#### L'inizio
Dopo la scomparsa della Lariana, la gestione governativa modifica radicalmente la flotta, demolendo quasi tutti i piroscafi e sostituendoli con moderne motonavi. Nel 1952 arrivano cinque motoscafi (Alcione, Falco, Aquila, Gabbiano, Rondine), tre motonavi "serie laghi" (Lario, Verbano, Benaco) e cinque motonavi "serie fiore" (Iris, Narciso, Dalia, Ninfea, Giglio); tutti questi natanti sono di dimensioni più piccole rispetto ai vecchi piroscafi.

Nel 1953 vengono demoliti i battelli Adda, Unione, Commercio, Menaggio e Como. Nel 1955 viene varato il primo traghetto della serie "Stelvio". Nel 1956 vengono varate le motonavi A. Manzoni e A. Volta. Nel 1957 vengono demoliti il Garibaldi e il Brunate, mentre il Bisbino e il Baradello vengono rinnovati e trasformati in motonavi.
Intanto diminuisce radicamento il servizio nell'alto lago, con poche corse e l'interruzione del servizio in inverno. Il servizio viene riattivato solo con l’arrivo degli aliscafi. Nel 1962 arriva il motoscafo Torino, proveniente dal Po, contribuendo al miglioramento del servizio nel primo bacino del Lario. L'anno successivo entra in servizio la motonave/traghetto Ghisallo che completa così la serie "Stelvio" (Stelvio, Spluga e Ghisallo).
Nel 1964 viene varato il primo aliscafo del Lago di Como: la Freccia del Lario, con una portata massima di 80 passeggeri. Nei primi anni di servizio il servizio rapido viene offerto solo per scopi turistici.
Nel 1963 Il piroscafo Plinio III viene posto in disarmo; nel 1973 verrà venduto al Centro Nautico di Colico e nel 1999 ad un albergo; nel 2010 l'imbarcazione affonderà a causa della scarsa manutenzione.
Nel 1966 viene rimodernato il Patria, mentre la motonave "Milano" viene riallestita. Il Balilla viene venduto al Museo della Barca Lariana di Pianello del Lario. Infine, nel 1969, arriva sul Lario il secondo aliscafo PT 20: la Freccia delle Azalee.

#### La fine dei piroscafi e gli anni '90
Nel 1970 viene venduto il Plinio, mentre sul Lago di Garda i piroscafi Italia e Zanardelli vengono trasformati in motonavi.
Nel 1974 entra in servizio il primo aliscafo RHS 70: la Freccia delle Betulle. Il Volta e il Manzoni vengono rimodernati.
Nel 1976 entra in servizio l'aliscafo Freccia delle Gardenie, gemello della Freccia delle Betulle. In questi anni arriva anche la Freccia degli Ulivi, proveniente dal lago di Garda.

Nel 1977 ritorna in servizio il piroscafo Concordia, profondamente modificato nelle linee originali a causa di una veranda aggiunta a poppa. Nel 1980 entra in servizio l'aliscafo RHS 150 Freccia delle Valli, il primo dei laghi italiani con una portata di 170 passeggeri.
L'anno seguente sono varate le motonavi Lucia e Renzo, realizzate sulla base di un progetto che risaliva agli anni 50'.
Nel 1982 arriva sul lago il Guglielmo Marconi, una versione migliorata della Freccia delle Valli. Nel 1985 viene varata la motonave Fra-Cristoforo, gemella di Lucia e Renzo. Nel 1987 viene completata la "serie Promessi Sposi" con l'arrivo dell'Innominato. Nello stesso anno viene messa in disarmo metà della flotta: gli aliscafi Freccia del Lario, Freccia degli Ulivi, le motonavi Baradello, Bisbino, Dalia e Narciso, e la serie "Laghi". Negli anni successivi, il "Narciso" verrà venduto e trasformato in ristorante sul Lago Maggiore.
Nel 1988 entra in servizio il traghetto Plinio, che con una velocità di circa 20 km/h (minore dei traghetti serie "Stelvio") e gli alti consumi, risulta però poco efficiente. Infatti, verrà spesso adibito a battello ristorante per crociere o verrà utilizzato come discoteca nella stagione estiva. Nello stesso anno, entra in servizio il catamarano Stendhal, allo scopo di sostituire i vecchi aliscafi serie PT 20.
Nel 1989 entrano in cantiere la motonave Milano e il motoscafo Falco, i quali vengono interamente rinnovati. Viene varato il terzo aliscafo grande, il Voloire serie RHS-150 FL, ulteriormente migliorato rispetto al Guglielmo Marconi. Questo nuovo aliscafo ospita fino a 200 passeggeri.
Dopo un incidente, lo Stendhal verrà trasferito sul lago di Garda.
Nel 1990 il piroscafo Patria, ancora dotato della macchina a vapore originale del 1926, viene dismesso. Nel '91 viene venduta a un privato la motonave Bisbino.
Nel 1993 entra in servizio la seconda grande motonave traghetto: l'Adda, un'evoluzione del Plinio. Nel 1995 arriva dal lago di Garda il terzo RHS 70, la Freccia dei Gerani.
Nello stesso anno, il Milano viene intensamente sfruttato per numerose crociere. Nel 1996 vengono soppressi alcuni scali, mentre l'orario viene migliorato. Nell'ottobre dello stesso anno, affonda la motonave Baradello a causa di un sabotaggio.
Nel 1997 viene posta in disarmo la motonave Iris e torna in servizio la gemella Ninfea. Intanto viene recuperato il relitto del Baradello. Nel 1998 inizia la costruzione del traghetto Lario, molto simile al Plinio.
Nel 1999 l'orario viene ulteriormente migliorato, anche se la flotta è ridotta.

#### Gli anni 2000
Nei primi anni del nuovo millennio viene particolarmente utilizzato il piroscafo Concordi. Torna inoltre in servizio l'Iris, mentre vengono demolite le motonavi Verbano, Benaco e Baradello. La costruzione del nuovo traghetto Lario, invece, si blocca per il fallimento della ditta.
Nel 2001 vengono aperti nuovi scali a Brienno e Lierna. Nel 2002 giungono sul lago i nuovi catamarani Città di Como, Città di Lecco e Tivano. Questi natanti dovrebbero sostituire i vecchi aliscafi RHS 70 e PT 20, ma ben presto sorgono delle problematiche. In particolare, si denotano una velocità molto ridotta rispetto agli aliscafi, un moto ondoso molto accentuato e un alto consumo di carburante, più alto rispetto a quello dei vecchi mezzi.
Nel 2003, viste le prestazioni al di sotto delle aspettative, i catamarani vengono posti temporaneamente in disarmo a Dervio.
Nel 2004 la società vende al costo di 1 euro il piroscafo Patria alla provincia di Como.
Nello stesso anno viene istituita una nuova crociera a bordo della motonave Volta, utilizzando così il traghetto Plini per il servizio passeggeri. È posta in disarmo la Freccia delle Betulle, mentre tornano in servizio i catamarani.

Nel 2005 inizia la costruzione di una nuova  motonave da 700 passeggeri. Nel 2006 viene varata col nome di Orione; la nuova nave è tuttavia caratterizzata da pochi posti all'aperto (150).
Nel 2007, per ovviare al problema, viene realizzato un vano all'aperto dove sistemare circa 50 passeggeri. Nel 2009 vengono varate le motonavi Cormorano, Fenicottero e Grifone, tutte da 150 passeggeri. Questa nuova serie di motonavi andrà a sostituire la vecchia serie "Uccelli". Nel 2010 viene posto in disarmo il motoscafo Gabbiano ed è l'ultimo anno di servizio del piroscafo Concordia. Entra invece in servizio la motonave Civetta, una versione più avanzata del Cormorano.

#### Dal 2010 ad oggi
Nel 2011 il Concordia viene fermato per il cambio della caldaia. Nello stesso anno viene posta in disarmo la motonave Volta, sottoposta ad un rifacimento totale. Avviene inoltre a Bellagio un incidente alla Freccia delle Valli che, in avvicinamento al pontile, urta un palo, mandando fuori asse l’ala e distruggendo il para alettone.
Nel 2013 torna in servizio la motonave Volta, che risulta più silenziosa ma anche più spoglia negli interni. Nello stesso anno, poi, si riducono le corse rapide. 
Nel 2014 vengono demoliti la Freccia delle Betulle e il motoscafo Gabbiano, in disarmo da diversi anni, viene messo in disarmo il traghetto Stelvio e iniziano i lavori di rifacimento dell'Iris.
A novembre viene varata la nuova motonave Bisbino, da 460 passeggeri.
Nel 2015, anno dell'Expo di Milano, vengono migliorate le corse in centro lago.
Nel 2016 torna in servizio il Concordia, mentre viene posta in disarmo la motonave Iris. Il 18 marzo dello stesso anno la Freccia dei Gerani compie il suo ultimo giorno di servizio prima di essere posta in disarmo.
Nel 2018 l'orario viene rinnovato, con alcune nuove corse. Nello stesso anno, cominciano i lavori per il rifacimento totale della motonave Stelvio.
Nel 2019 viene trasferita dal Lago di Garda la motonave Sparviero, gemella del Cormorano. Viene inoltre trasferito l’aliscafo Lord Byron serie RHS-150 FL, gemello del Voloire. Torna in acqua anche lo Stelvio, completamente rinnovato.

Viene inoltre pubblicato un bando per trasformare l'Iris in un battello ibrido. Nel 2019 la navigazione riesce a superare i 4 milioni di passeggeri e 400.000 auto trasportate.
A fine novembre la società dona al Museo della Barca Lariana la Freccia dei Gerani, dopo anni di disarmo.
Nel 2020, a causa della pandemia di COVID-19, da marzo ad aprile vengono soppressi tutti i servizi, che vengono gradualmente ripristinati in seguito.
A settembre dello stesso anno viene pubblicato un appalto per la fornitura di una motonave da 350 passeggeri, gemella della Pelér del lago di Garda, varata l'anno precedente.
A dicembre, il Concordia effettua alcuni giri di prova dopo un incidente occorso alla storica macchina a vapore (del 1926), che ha costretto il piroscafo al fermo totale per tutto il 2021.
A febbraio 2022 lo scafo della nuova nave da 250 passeggeri è completamente assemblato; il varo viene effettuato a metà settembre, ma nel 2023 la costruzione si blocca.
Il 5 giugno 2023 il Ministro delle Infrastrutture e dei Trasporti Matteo Salvini annuncia, in una conferenza stampa a bordo del Concordia, che il piroscafo Patria viene dato in concessione a Navigazione Laghi, che si occuperà del restauro.
A fine 2023 viene demolito il motoscafo Rondine, in disarmo a Dervio dal 2019. Inizia la costruzione di una nuova nave.

## Flotta attuale
| Nome                | Tipologia                                 | Varato | Rimodernato                 | Stato attuale   | Note                                                                                              |
| ------------------- | ----------------------------------------- | ------ | --------------------------- | --------------- | ------------------------------------------------------------------------------------------------- |
| Milano              | Piroscafo convertito in motonave nel 1926 | 1904   | 1926, 1968, 1989, 2022-2024 | In servizio     |                                                                                                   |
| Concordia           | Piroscafo                                 | 1926   | 1974-1977, 2010-2015, 2021  | In servizio     |                                                                                                   |
| Patria              | Piroscafo                                 | 1926   | 1966, 1990, 2012-2014       | In manutenzione | Dato in concessione a Navigazione Laghi d'Italia dalla provincia di Como che ne è la proprietaria |
| Giglio              | Motonave                                  | 1954   | 1957                        | In servizio     |                                                                                                   |
| Iris                | Motonave                                  | 1954   | 1957, 2021-2023             | In servizio     |                                                                                                   |
| Ninfea              | Motonave                                  | 1954   | 1957, 1997                  | In servizio     |                                                                                                   |
| A. Manzoni          | Motonave                                  | 1956   | 1974, 2000                  | In servizio     |                                                                                                   |
| A. Volta            | Motonave                                  | 1956   | 1970, 2011-2013             | In servizio     |                                                                                                   |
| Lucia               | Motonave                                  | 1984   | -                           | In servizio     |                                                                                                   |
| Renzo               | Motonave                                  | 1984   | 2018                        | In servizio     |                                                                                                   |
| Fra-Cristoforo      | Motonave                                  | 1985   | 2020-2022                   | In servizio     |                                                                                                   |
| Innominato          | Motonave                                  | 1987   | -                           | In servizio     |                                                                                                   |
| Orione              | Motonave                                  | 2006   | -                           | In servizio     |                                                                                                   |
| Cormorano           | Motonave                                  | 2008   | -                           | In servizio     |                                                                                                   |
| Fenicottero         | Motonave                                  | 2008   | -                           | In servizio     |                                                                                                   |
| Grifone             | Motonave                                  | 2008   | -                           | In servizio     |                                                                                                   |
| Civetta             | Motonave                                  | 2010   | -                           | In servizio     |                                                                                                   |
| Sparviero           | Motonave                                  | 2009   | -                           | In servizio     |                                                                                                   |
| Bisbino             | Motonave                                  | 2014   | -                           | In servizio     |                                                                                                   |
| Alcione             | Motoscafo                                 | 1950   | 1966, 2005, 2019            | In servizio     |                                                                                                   |
| Falco               | Motoscafo                                 | 1952   | 1962, 1989                  | In riserva      |                                                                                                   |
| Stelvio             | Motonave traghetto                        | 1955   | 1981, 2018-2020             | In servizio     |                                                                                                   |
| Spluga              | Motonave traghetto                        | 1960   | -                           | In servizio     |                                                                                                   |
| Ghisallo            | Motonave traghetto                        | 1964   | -                           | In servizio     |                                                                                                   |
| Plinio              | Motonave traghetto                        | 1985   | -                           | In servizio     |                                                                                                   |
| Adda                | Motonave traghetto                        | 1993   | 2021                        | In servizio     |                                                                                                   |
| Lario               | Motonave traghetto                        | 2004   | -                           | In servizio     |                                                                                                   |
| Freccia delle Valli | Aliscafo                                  | 1980   | 2011 dopo incidente         | In servizio     |                                                                                                   |
| Guglielmo Marconi   | Aliscafo                                  | 1982   | -                           | In servizio     |                                                                                                   |
| Voloire             | Aliscafo                                  | 1989   | -                           | In servizio     |                                                                                                   |
| Lord Byron          | Aliscafo                                  | 1990   | -                           | In servizio     |                                                                                                   |
| Città di Como       | Catamarano                                | 2002   | 2005                        | In servizio     |                                                                                                   |
| Città di Lecco      | Catamarano                                | 2002   | 2004, 2013-2014             | In servizio     |                                                                                                   |
| Tivano              | Catamarano                                | 2003   | -                           | In servizio     |                                                                                                   |